# Jodhaa Akbar
Pour la série, voir Jodha Akbar (série télévisée).
Pour plus de détails, voir Fiche technique et Distribution.
Jodhaa Akbar (जोधा अकबर) est un film historique indien produit et réalisé par Ashutosh Gowariker, sorti en 2008.
Le film aborde la conquête de l'Inde par le souverain moghol Akbar au XVIe siècle ainsi que l'histoire d'amour controversée entre cet empereur musulman et la princesse rajpoute Jodhaa.
Il a remporté de nombreuses récompenses, dont sept Screen Awards et cinq Filmfare Awards, en plus de deux nominations à la 3e cérémonie des Asian Film Awards.

## Synopsis
En 1556, à peine âgé de 14 ans, le prince Muhammad Jalaludin (Hrithik Roshan) succède à son père, l'empereur Humayun, dont il poursuit les conquêtes. Son arrivée aux portes du Rajasthan inquiète les souverains locaux, et le raja d'Amber lui offre sa fille Jodhaa (Aishwarya Rai) en mariage, afin de sceller leur alliance et de préserver son royaume. Fin diplomate et ouvert d'esprit, l'empereur moghol accepte l'union qui lui est proposée ainsi que les conditions que lui impose la fière princesse rajpoute, à savoir de pouvoir pratiquer sa religion hindoue à la cour musulmane. Jalaluddin tombe rapidement sous le charme de sa splendide épouse, mais celle-ci, consciente de n'être qu'un pion dans des jeux de pouvoir, isolée dans un palais étranger et en butte aux manigances de la puissante nourrice du souverain, se montre plus réticente. Progressivement, la tolérance, le sens de la justice et les qualités humaines d'Akbar conquièrent le cœur de Jodhaa.

## Fiche technique
Sauf indication contraire, les informations mentionnées dans cette section peuvent être confirmées par la base de données cinématographiques IMDb,  présente dans la section « Liens externes ».
- Titre : Jodhaa Akbar
- Titre original : जोधा अकबर
- Réalisation : Ashutosh Gowariker
- Scénario : Ashutosh Gowariker, d'après l'histoire de Haidar Ali
- Dialogues : K.P. Saxena
- Paroles : Javed Akhtar
- Décors : Nitin Chandrakant Desai
- Costumes : Neeta Lulla
- Maquillage : Jamie Wilson
- Musique : A. R. Rahman
- Montage : Ballu Saluja
- Son : Stephen Gomes
- Photographie : Kiran Deohans
- Production : Ashutosh Gowariker
- Sociétés de production : Ashutosh Gowariker Productions Pvt. Ltd., UTV Motion Pictures
- Société de distribution : Bodega Films, UTV Motion Pictures
- Budget de production : 400 000 000 ₹
- Pays d'origine :  Inde
- Langues : Hindi, ourdou
- Format : Couleurs - 2,35:1 - DTS / Dolby Digital - 35 mm
- Genre : Aventure, biographie, drame, guerre, historique, musical, romance
- Durée : 213 minutes (3 h 33)
- Dates de sorties en salles :

 France : 28 octobre 2008
 Inde : 15 février 2008

## Distribution
- Hrithik Roshan (VF : Nessym Guetat) : Jalaluddin Muhammad Akbar
- Aishwarya Rai (VF : Isabelle Cerclé) : Rajkumari Jodhaa Bai
- Sonu Sood (VF : Stéphane Marais) : Rajkumar Sujamal
- Kulbhushan Kharbanda (VF : Hervé Caradec) : Raja Bharmal
- Suhasini Mulay (VF : Hélène Vanura) : Rani Padmawati
- Raza Murad : Shamsuddin Ataga Khan
- Poonam Sinha : Mallika Hamida Banu Begum
- Rajesh Vivek (VF : Christophe Peyroux) : Chugtai Khan
- Pramod Moutho : Todar Mal
- Ila Arun (VF : Julie Kapour) : Maham Anga
- Digvijay Purohit : Rajkumar Bhagwan Das
- Yuri Suri (VF : Patrick Messe) : Bairam Khan
- Surendra Pal : Rana Udai Singh II
- Visshwa.S.Badola (VF : Philippe Ariotti) : Saadir Adaasi
- Prathmesh Mehta : Chandrabhan Singh
- Shaji Chaudhary (VF : Alexandre Borras) : Adham Khan
- Manava Naik (VF : Véronique Rivière) : Neelakshi
- Disha Vakani (VF : Pauline De Meurville) : Madhavi
- Abir Abrar : Bakshi Banu Begum
- Indrajit Sarkar : Maheshdas / Birbal
- Aman Dhaliwal (VF : Alex Lotan) : Rajkumar Ratan Singh
- Nikitin Dheer (VF : Olivier Marina) : Sharifuddin Hussain
- Pradeep Sharma : Sheikh Mubarak
- Balraj : Raja Balraj Singh
- Sudhanshu Hakku : Raja Shimalgarh
- Sayed Badrul Hasan : Mullah Do Pyaaza
- Dilnaaz Irani (VF : Karine Martin) : Salima
- Tejpal Singh Rawat (VF : Pierre-François Pistorio) : Ni'Mat
- Shehzor Ali (VF : Éric Marchal) : Raja Hemu
- Ulhas Barve (VF : Philippe Ariotti) : Raja Mankeshwar
- Jassi Singh : Raja Bhadra
- Raju Pandit : Raja Bhaati
- Bharat Kumar : Raja Chauhan
- Rajiv Sehgal (VF : Christian Pelissier) : Raja Viraat

## Autour du film

### Anecdotes
- Le tournage a duré huit mois, d'août 2006 à mars 2007, il eut lieu à Karjat, dans l'état du Maharashtra.
- Plus de 5000 figurants lors de la scène de bataille, 2000 autres figurants lors de la scène chantée phare, 350 danseurs, 100 chevaux, 80 éléphants et 55 chameaux ont été utilisés dans le film.
- La chanson Azeem-O-Shaan Shahenshah sélectionne environ 1.000 danseurs en costumes traditionnels, brandissant épées et boucliers lors d'un grand emplacement à Karjat.
- L'empereur Akbar est également un des personnages importants du film de Bollywood, Mughal-E-Azam (K. Asif, 1960), centré sur les amours malheureuses de son fils, Salim et d'Anarkali, danseuse à la cour.

### Critiques
En regard du box-office, Jodhaa Akbar a reçu des critiques plutôt positives. Il obtient une popularité de 83 % sur Rotten Tomatoes, regroupant 12 critiques collectées. Sur Metacritic, il obtient une moyenne de 69/100, sur la base de 4 critiques collectées, ce qui lui permet d'obtenir le label « Avis généralement favorables » et est évalué à 4,3/5 pour 36 critiques sur Allociné.

« Contrairement aux productions lambda qui exaltent la beauté des studios, Jodhaa Akbar est tourné en décors naturels, dans la splendeur d'authentiques forteresses et châteaux du Rajasthan. 
Envoûtant de bout en bout, ce livre d'images saupoudré d'or fin évoque parfois les délicates gouaches sur papier, avec ces petits personnages enluminés de frises. »

— Adrien Gombeaud, Les Échos, 30 décembre 2008.

« Avec des résonances contemporaines : histoire d'amour idéale entre un empereur musulman et une princesse hindoue du XVIe siècle, Jodhaa Akbar est un appel à la tolérance religieuse plutôt bienvenu à l'heure des tensions entre l'Inde et le Pakistan. »

— Samuel Douhaire, Télérama, 17 janvier 2009.

« De l'histoire avec un grand h, des scènes de batailles, de l'amour, des larmes, des grands sentiments, des décors naturels grandioses, des paillettes, une explosion de couleurs, de la musique, des chants, des danses, bref tous les ingrédients du cinéma de Bollywood sont réunis dans le dernier film d'Ashutosh Gowariker. »

— Régine Cavallaro, Le Monde, 19 février 2009.

## Bande originale
Albums de A.R. Rahman
Elizabeth : L'Âge d'or
(2007) Ada... A Way of Life
(2008)
La bande originale du film, composée par A.R. Rahman, est sa troisième collaboration avec Ashutosh Gowariker. Elle contient cinq chansons et deux instrumentaux, écrites par Javed Akhtar, sauf pour Khwaja Mere Khwaja et Azeem-O-Shaan Shahenshah. Elles sont chantées, pour la plupart, par Javed Ali, A.R. Rahman, et Sonu Nigam, suivit d'autres interprètes et de chœurs, qui apparaissent également dans la bande originale.
L'album reçoit des critiques très positives, avec la plupart des auteurs impliqués.
Version hindi
| 1.    | Azeem-O-Shaan Shahenshah             | Mohamad Aslam, Bonnie Chakraborty, Chœur | 5:54 |
| 2.    | Jashn-E-Bahaara                      | Javed Ali                                | 5:15 |
| 3.    | Khwaja Mere Khwaja (Paroles: Kashif) | A.R. Rahman                              | 6:55 |
| 4.    | In Lamhon Ke Daaman Mein             | Sonu Nigam, Madhushree                   | 6:37 |
| 5.    | Mann Mohana                          | Bela Shende                              | 6:50 |
| 6.    | Jashn-E-Bahaara                      | Instrumental (en flute)                  | 2:15 |
| 7.    | Khwaja Mere Khwaja                   | Instrumental (en hautbois)               | 2:53 |
| 39:43 |                                      |                                          |      |

Version tamoul
| 1.    | Azeem-O-Shaan Shahenshah                     | Mohamad Aslam, Bonnie Chakraborty, Chœur | 5:54 |
| 2.    | Muzhumathy                                   | Srinivas                                 | 5:15 |
| 3.    | Khwaja Mere Khwaja (Paroles: Mashook Rahman) | A.R. Rahman                              | 6:55 |
| 4.    | Idhayam Idam Mariyathe                       | Karthik, K. S. Chithra                   | 6:37 |
| 5.    | Mana Mohana                                  | Sadhana Sargam                           | 6:50 |
| 6.    | Jashn-E-Bahaara                              | Instrumental (en flute)                  | 2:15 |
| 7.    | Khwaja Mere Khwaja                           | Instrumental (en hautbois)               | 2:53 |
| 39:43 |                                              |                                          |      |

## Distinctions
| Année | Distinction                                                     | Catégorie                                     | Nom                                    | Résultat   |
| ----- | --------------------------------------------------------------- | --------------------------------------------- | -------------------------------------- | ---------- |
| 2009  | Asia Pacific Screen Awards                                      | Meilleure photographie                        | Kiran Deohans                          | Nomination |
| 2009  | Asian Film Awards                                               | Meilleurs décors                              | Nitin Chandrakant Desai                | Nomination |
| 2009  | Asian Film Awards                                               | Meilleur compositeur                          | A. R. Rahman                           | Nomination |
| 2009  | Festival international du film de cinéma musulman Golden Minbar | Meilleur film                                 | Ashutosh Gowariker                     | Lauréat    |
| 2009  | Festival international du film de cinéma musulman Golden Minbar | Meilleur acteur                               | Hrithik Roshan                         | Lauréat    |
| 2009  | Festival international du film de São Paulo                     | Meilleur public du film étranger              | Ashutosh Gowariker                     | Lauréat    |
| 2009  | Filmfare Awards                                                 | Meilleur film                                 | Ronnie Screwvala, Ashutosh Gowariker   | Lauréat    |
| 2009  | Filmfare Awards                                                 | Meilleur réalisateur                          | Ashutosh Gowariker                     | Lauréat    |
| 2009  | Filmfare Awards                                                 | Meilleur acteur                               | Hrithik Roshan                         | Lauréat    |
| 2009  | Filmfare Awards                                                 | Meilleur parolier                             | Javed Akhtar (pour Jashn-E-Bahaara)    | Lauréat    |
| 2009  | Filmfare Awards                                                 | Meilleure musique                             | A. R. Rahman                           | Lauréat    |
| 2009  | IIFA Awards,                                                    | Meilleur film                                 | Jodhaa Akbar                           | Lauréat    |
| 2009  | IIFA Awards,                                                    | Meilleur réalisateur                          | Ashutosh Gowarikar                     | Lauréat    |
| 2009  | IIFA Awards,                                                    | Meilleur acteur                               | Hrithik Roshan                         | Lauréat    |
| 2009  | IIFA Awards,                                                    | Meilleure direction musicale                  | A. R. Rahman                           | Lauréat    |
| 2009  | IIFA Awards,                                                    | Meilleur parolier                             | Javed Akhtar (pour Jashn-E-Bahaara)    | Lauréat    |
| 2009  | IIFA Awards,                                                    | Meilleur chanteur de play-back                | Javed Ali (pour Jashn-E-Bahaara)       | Lauréat    |
| 2009  | IIFA Awards,                                                    | Meilleure direction artistique                | Nitin Chandrakant Desai                | Lauréat    |
| 2009  | IIFA Awards,                                                    | Meilleurs costumes                            | Neeta Lulla                            | Lauréat    |
| 2009  | IIFA Awards,                                                    | Meilleur montage                              | Ballu Saluja                           | Lauréat    |
| 2009  | IIFA Awards,                                                    | Meilleur maquillage                           | Madhav Kadam                           | Lauréat    |
| 2009  | IIFA Awards,                                                    | Meilleure actrice                             | Aishwarya Rai                          | Nomination |
| 2009  | IIFA Awards,                                                    | Meilleur acteur dans un second rôle           | Sonu Sood                              | Nomination |
| 2009  | IIFA Awards,                                                    | Meilleure actrice dans un second rôle         | A. R. Rahman                           | Nomination |
| 2009  | IIFA Awards,                                                    | Meilleur parolier                             | Javed Akhtar (pour Jashn-e-Bahara)     | Nomination |
| 2009  | IIFA Awards,                                                    | Meilleure chanteuse de play-back              | Bela Shende (pour Man Mohana)          | Nomination |
| 2009  | IIFA Awards,                                                    | Meilleure performance dans un rôle de méchant | Vishwa S. Badola                       | Nomination |
| 2009  | Screen Awards                                                   | Meilleur film                                 | Ronnie Screwvala, Ashutosh Gowariker   | Lauréat    |
| 2009  | Screen Awards                                                   | Meilleur acteur                               | Hrithik Roshan                         | Lauréat    |
| 2009  | Screen Awards                                                   | Meilleure musique                             | A. R. Rahman                           | Lauréat    |
| 2009  | Screen Awards                                                   | Meilleure chorégraphie                        | Raju Khan (pour Khwaja Mere Khwaja)    | Lauréat    |
| 2009  | Screen Awards                                                   | Meilleur réalisateur                          | Ashutosh Gowarikar                     | Lauréat    |
| 2009  | Screen Awards                                                   | Meilleure actrice - critiques                 | Aishwarya Rai                          | Lauréat    |
| 2009  | Screen Awards                                                   | Meilleure actrice                             | Aishwarya Rai                          | Nomination |
| 2009  | Screen Awards                                                   | Meilleure action                              | Ravi Dewan                             | Nomination |
| 2009  | Screen Awards                                                   | Meilleure performance dans un rôle de méchant | Ila Arun                               | Nomination |
| 2009  | Screen Awards                                                   | Meilleure direction artistique                | Nitin Chandrakant Desai                | Nomination |
| 2009  | Screen Awards                                                   | Meilleures paroles                            | Kashif (pour Khwaja Mere Khwaja)       | Nomination |
| 2009  | Screen Awards                                                   | Meilleur direction musicale                   | A. R. Rahman                           | Nomination |
| 2009  | Screen Awards                                                   | Meilleur chanteur de play-back                | A. R. Rahman (pour Khwaja Mere Khwaja) | Nomination |
| 2009  | Screen Awards                                                   | Meilleurs effets spéciaux                     | Pankaj Khandpur                        | Nomination |